# Kumenski postopek
Kumenski postopek, kumensko-fenolni postopek ali Hockov postopek je industrijski postopek za sintezo fenola in acetona iz benzena in propena. Ime izvira iz imena ključnega vmesnega produkta kumena (izopropil benzen). Postopek je uradno odkril Heinrich Hock leta 1944, čeprav sta ga že leta 1942 neodvisno od njega odkrila Rudolfs  Udris in P. Sergejev  v Sovjetski zvezi. 
V proces vstopata dve relativno ceneni surovini, benzen in propilen, ki se pretvorita v veliko dražja fenol in aceton. Drugi reaktanti so kisik iz zraka in majhne količine radikalskega iniciatorja (katalizatorja). Večina svetovne proizvodnje fenola in acetona poteka ravno po tem postopku. Da bi bil proces gospodaren, morajo poleg potreb za fenolom obstajati tudi potrebe za stranskim proizvodom acetonom. 

## Opis
Zmes benzena in propilena se  pri temperaturi 250 °C komprimira na 30 bar v prisotnosti Lewisove kisline, ki služi kot iniciator oziroma katalizator. Bolj kot aluminijev klorid je uporabna fosforna kislina. Kumen nastane v plinski fazi s Friedel-Craftsova alkilacijo benzena s propenom:
Kumen se nato oksidira s kisikom iz zraka, pri čemer se odcepi tercirani benzilni vodik in nastane kumenov radikal:
Kumenov radikal se nato veže z molekulo kisika, tako da nastane kumenov peroksidni radikal, ki se z odvzemom benzilovega vodika iz druge molekule kumena pretvori v kumen hidroperoksid (C6H5C(CH3)2-O-O-H), kumen pa v nov radikal, ki nadaljuje verižno reakcijo. Da bi nestabilni peroksid ostal v tekoči fazi, mora biti pod tlakom 5 bar. 
Kumen hidroperoksid nato v kislem mediju hidrolizira (Hockova preureditev) in tvori fenol in aceton. V prvem koraku se terminalni hidroperoksi kisikov atom protonira. Temu sledi migracija fenilne skupine z benzilnega ogljika na sosednji kisik in odcepitev molekule vode. Pri tem nastane resonančno stabiliziran terciarni karbokation. Mehanizem je podoben mehanizmu Baeyer-Villigerjeve oksidacije in oksidacijskemu koraku hidroboratne oksidacije. Leta 2009 so odkrili, da je nakisana bentonitna glina mnogo bolj gospodaren katalizator kot žveplova kislina.
Nastali karbokation nato napade voda. Proton s hidroksi kisika se prenese na etrov kisik, temu pa sledi razpad na fenol in aceton.
Nastala produkta se loči z destilacijo.